# Paul Alois Lakra
Paul Alois Lakra (ur. 11 lipca 1955 w Naditoli, zm. 15 czerwca 2021 w Ranchi) – indyjski duchowny rzymskokatolicki, od 2006 do swojej śmierci w 2021 biskup Gumla.

## Życiorys
Święcenia kapłańskie przyjął 6 maja 1988 i został inkardynowany do archidiecezji Ranchi. Przez kilka lat pracował jako wikariusz w Muria, a następnie był pracownikiem szkoły w Ranchi. W latach 1990–1993 studiował w Rzymie. W 1993, po powstaniu diecezji Gumla, został prezbiterem tejże diecezji. Był m.in. rektorem niższego seminarium w Karondabera i biskupim sekretarzem. Od 2004 tymczasowy administrator diecezji.
28 stycznia 2006 został mianowany biskupem Gumla. Sakry biskupiej udzielił mu 5 kwietnia 2006 kard. Telesphore Placidus Toppo.